# CAC Wackett
O CAC Wackett foi o primeiro avião desenhado pela Commonwealth Aircraft Corporation da Austrália. Um monoplano monomotor, O nome deriva do seu criador, Lawrence Wackett. Foi usado pela Real Força Aérea Australiana como aeronave de treino e instrução.